# Undead Unluck
Undead Unluck (アンデッドアンラック Andeddo Anrakku?) es un manga japonés escrito e ilustrado por Yoshifumi Tozuka. Comenzó su serialización en la revista Shūkan Shōnen Jump de Shūeisha del 20 de enero del 2020 al 27 de enero del 2025, y hasta el momento sus capítulos han sido recopilados en 27 volúmenes tankōbon (para abril de 2025). Una adaptación de la serie al anime de David Production y TMS Entertainment se estrenó el 7 de octubre de 2023.

## Argumento
Fūko Izumo es una joven que lleva 10 años viviendo recluida desde un incidente que dejó más de 200 personas muertas, incluidos sus padres, cuando tenía 8 años. Tras la finalización de su larga serie favorita de manga shōjo, Fūko decide suicidarse. Está atormentada por el hecho de que no puede ser tocada por nadie debido a su habilidad de «mala suerte», que trae mala suerte a cualquiera que entre en contacto con ella y toque su piel. Es salvada del suicidio por un «no-muerto» (del inglés «undead») que tiene increíbles habilidades regenerativas y que desea morir de la mejor manera posible, sin gustarle su vida inmortal. Por conveniencia, Fūko le llama Andy porque es un muerto viviente (de «undead"), y comienzan a trabajar juntos. Sin embargo, pronto se ven perseguidos por la Unión, una misteriosa organización.
Fūko aprende que hay personas como Andy y ella, con la capacidad de negar las reglas del mundo llamadas Negators (否定者 Hitei-sha?). En algún momento, los dos terminan participando en un equipo de Negators cuyas misiones son propuestas por un libro llamado Apocalypse (黙示録 Apokaripuso?), el cual tiene poderes sobrenaturales. La Unión (ユニオン Yunion?) es una organización de Negators especializada en la caza de UMA (ユーマ Yūma?), o Animales Misteriosos No Identificados, criaturas creadas por Dios para completar las misiones de Apocalipsis, y también deben derrotar a un grupo de Negadores que se opone a la Unión llamada Under (アンダー Andā?).

## Personajes

### Personajes principales
Fūko Izumo (出雲 風子 Izumo Fūko?)
 Seiyū: Moe Kahara
La heroína y protagonista. Tiene 18 años y lleva un gorro tejido. Su personalidad es seria y tranquila, pero a veces sorprende a la gente con su energía y fuerza de espíritu. Al principio de la historia, tenía el pelo largo porque no podía ir a la peluquería debido a su habilidad, pero Andy, sin miedo a la mala suerte por tocarla, le cortó el pelo. Era una chica suicida al comienzo de la historia, pero fue salvada por Andy. Cuando era una niña, su habilidad Negator despertó y accidentalmente terminó en la muerte de sus padres, junto con otras personas, en un accidente aéreo. Su habilidad Negator, «Unluck» niega la «suerte» de cualquier cosa que toque con sus manos o su piel, de forma que quien la toque piel con piel sufra de mala suerte. Cuanto más tiempo y más zonas se toquen, más poderosa será la mala suerte. Incluso el más mínimo toque puede causar una desgracia, hasta el punto de que un objeto que cae puede golpear a una persona, mientras que contactos más extensos pueden causar desastres a gran escala, como accidentes de tráfico, derrumbes de edificios y caídas repentinas de meteoritos. Puesto que Andy no puede morir y busca afanosamente la «mejor muerte», disfruta enormemente de tocarla para «morir» de maneras extraordinarias. A través de sus viajes con Andy, evoluciona su habilidad de mala suerte y puede crear mala suerte basada en las características de sus oponentes, en lugar de solo producir daño físico.
Andy (アンディ Andi?)
 Seiyū: Yūichi Nakamura (actor nacido en 1980)
Un no-muerto («undead»), que está obsesionado con encontrar una manera de suicidarse y se interesa por Fūko por su habilidad de Unluck, que Andy cree le puede llevar a la mejor muerte. Sin embargo, su habilidad Negator, «Undead», evita que muera, regenerándose de cualquier tipo de herida. Andy puede además usar sus increíbles habilidades regenerativas para hacer una multitud de cosas, como disparar su dedo como una bala. Es un hombre grande y musculoso, y tiene una carta incrustada en la frente que, al quitársela, libera una segunda personalidad llamada Victhor. El nombre «Andy» se lo dio Fūko, pero su nombre real es desconocido. No sabe su edad, pero ha vivido al menos 200 años.
Como resultado de su longevidad, tiene una gran variedad de habilidades, incluyendo experiencia como mercenario, espadachín e incluso peluquero. En la batalla, se especializa en el combate cuerpo a cuerpo, utilizando sus habilidades regenerativas en su beneficio. También está armado con una espada japonesa. Es un personaje salvaje y rudo. Por otro lado, es honesto y leal, y cuando reconoce que se ha equivocado, se disculpa abiertamente. También tiene un lado caballeroso. Un chiste recurrente es que su ropa es completamente destruida cuando «muere», ya que no puede regenerarla, y por tanto vuelve a la vida completamente desnudo. Esto cambia, sin embargo, una vez logra domar la ropa UMA, que persiste a pesar de su regeneración.

### The Union
Juiz (ジュイス Juisu?)
 Seiyū: Mariya Ise
El líder y fundador de la Unión junto con Víctor. Su habilidad Negator "Injusticia" le permite obligar a los objetivos a promulgar lo contrario de su sentido de "justicia" al mirarlos. Ha domesticado el UMA Move, que es el principal medio de transporte de la Unión. Después del arco de Unbelievable, ella revela que el mundo está atrapado en un ciclo de tiempo y conserva sus recuerdos usando un artefacto llamado "Arca", y ha vivido durante cientos de años acompañada de Victor para que finalmente puedan matar a Dios. Fuuko la reemplaza como líder de la Unión para el ciclo final.
Shen Xiang (シェン＝シアン?)
 Seiyū: Natsuki Hanae
Un artista marcial chino que es muy alegre. Su antigua habilidad Negator, "Falso", le permitía hacer que sus objetivos hicieran lo contrario de lo que pretendían, siempre que los mirara con al menos un ojo y les tuviera cariño. También lleva un artefacto "Bastón Nyon-Kinko" que puede extenderse y contraerse lo suficiente como para alcanzar el espacio, así como una nube montable llamada Kinto-Un. Después de que su batalla con su maestro resultó en su muerte, Mui usó un artefacto para revivirlo como un Jiangshi, perdiendo sus habilidades de Negador pero manteniendo sus habilidades naturales de artes marciales.
Mui (ムイ?)
 Seiyū: Yui Ishikawa
Subordinado de Shen. Antes de la batalla de la Unión con Feng, el maestro de Shen, ella era la asistente de Shen. Aunque no tiene ninguna habilidad, lo compensa usando artefactos y artes marciales. Después de la muerte de Shen, "Falso" le fue transferido.
Tatiana (タチアナ Tachiana?)
 Seiyū: Rie Kugimiya
Una joven rusa que se preocupa mucho por sus compañeros de equipo.  Cuando obtuvo su habilidad Negator, sus poderes destruyeron accidentalmente su hogar y mataron a sus padres. Iba a ser vendida en el mercado negro, antes de ser salvada por Billy. Ella vive en un traje de robot esférico, y su habilidad Negator "Intocable" crea una poderosa barrera a su alrededor, aunque siempre tiene un agujero abierto alrededor de su boca para comer.
Top Bull Sparx (トップブルスパークス Toppu Buru Supākusu?)
 Seiyū: Nobuhiko Okamoto
Un brasileño de 15 años de mal genio.  Su habilidad Negator "Imparable" le otorga súper velocidad si intenta reducir la velocidad una vez que alcanza cierta velocidad, y su cuerpo debe sufrir un cambio significativo en la forma para que pueda detenerse, como sufrir una lesión grave. En el pasado, era un niño pobre que tenía la intención de perder una carrera para que sus amigos pudieran tener una vida mejor, sin embargo, "Imparable" se le transfirió cuando redujo la velocidad, lo que provocó que matara a dos de sus amigos y lesionara al otro chocando contra ellos. Se unió a la Unión poco después.
Isshin (一心?)
Una mujer grande y musculosa con una gran armadura. Cualquier cosa en la que use su habilidad Negator "Irrompible" obtiene una mayor durabilidad, hasta el punto de volverse indestructible. Su nombre real es Haruka Yamaoka (山岡 春歌), siendo "Isshin" el nombre que lleva su familia como herreros, y se le otorga a quien obtenga la habilidad a continuación. Ella es la decimotercera en llevar el nombre, lo que le provoca ansiedad y miedo de no estar a la altura de su título. Una mordaza corriente es que está demasiado ansiosa para hablar y se comunica a través de señas. Su abuelo toma su lugar durante el ciclo final, ya que todavía es un bebé cuando Fuuko los recluta.
Phil (フィル Firu?)
Un niño con un cuerpo hecho de artefactos. Su habilidad es "Unfeel", que niega sus sentidos y emociones, lo que le permite usar artefactos sin sufrir sus efectos secundarios.
Nico Vorgeil (ニコ゠フォーゲイル Nico Fōgeiru?)
 Seiyū: Kōji Yusa
El principal inventor de la Unión. Su habilidad Negator "Inolvidable" lo vuelve incapaz de olvidar toda la información, comenzando con la muerte de su esposa, cuando su habilidad se manifestó, sin importar cuán minúscula. Por lo tanto, su mente está siendo "aplastada por una pila interminable de información". Lucha usando dispositivos levitantes en forma de orbe llamados Psycho Pods en los que almacena sus recuerdos innecesarios e información sobre estilos de lucha para poder replicarlos. También se pueden usar como láseres, transporte y crear clones de personas basados en los recuerdos de Nico llamados "Astral Dolls".
Chikara Shigeno (重野 力 Shigeno Chikara?)
Un Negator recién despertado. Es algo cobarde y tiende a entrar en pánico, pero mostrará coraje cuando lo necesite. Su habilidad es "Unmove", que niega el movimiento de todo lo que mira, siempre y cuando él mismo no se mueva. Al igual que Fuuko, mató accidentalmente a sus padres cuando su habilidad se manifestó por primera vez.
Gina Chamber (ジーナ Jīna?)
 Seiyū: Aoi Yūki
Un exmiembro de la Unión. Ella era una anciana de Rusia que usó su habilidad "Unchange" para permitirle negar cualquier cambio en los objetos inanimados, que usó para verse más joven usando su habilidad de negador para congelar su maquillaje en su lugar. Se enamoró de Andy, pero él la mató para que Fuuko pudiera unirse a la Unión y murió en paz después de que Andy la besara y le dijera que era hermosa, incluso después de que se revelara su verdadera edad. Su habilidad se manifestó cuando UMA Heat atacó su aldea, lo que resultó en que su habilidad congelara el aire y matara a 40,000 personas por asfixia.
Void Volks (ボイドボルクス Boido Borukusu?)
 Seiyū: Kenji Nomura
Un campeón de boxeo de peso pesado y exmiembro de la Unión. No tiene reparos en asesinar y cree que los Negators que no son parte de la Unión son "UMA Freaks". Su habilidad Negator, "Inevitable" niega la habilidad de esquivar de su oponente cuando asume una determinada postura antes de atacar. En el ciclo original, Andy lo mató con su Parts Bullet cuando Void no pudo eludir su regeneración. Fuuko lo recluta durante el ciclo final, su tragedia de matar a su oponente final en ciclos anteriores fue evitada por ella y su amor por el boxeo se fortaleció.
Ichico Nemuri (イチコ=ネムリ Ichiko Nemuri?)
La difunta esposa de Nico y la madre de Mico. Sirvió a la Unión como miembro de la Mesa Redonda y miembro de la división de ciencias, donde conoció a Nico. Su habilidad Negator, "Unsleep", la hizo incapaz de dormir, lo que finalmente la llevó a la muerte por agotamiento. En el bucle final, evita su destino aprendiendo la proyección astral.

### Under
Billy Alfred (ビリー Birī?)
 Seiyū: Rikiya Koyama
Originalmente miembro del sindicato, pero luego se reveló como un traidor.  Se pensaba que su habilidad Negator era "Increíble", lo que le permitía disparar balas en direcciones que aparentemente fallarían en su objetivo, pero rebotarían para golpearlas. Su verdadera habilidad Negator, "Injusto", niega la equidad de un usuario que tiene solo una habilidad, otorgándole el poder de copiar otras habilidades siempre que el objetivo lo vea como un enemigo. Como resultado, tiene acceso a varias habilidades de Negator. Más tarde se revela que esto es una artimaña, ya que Billy usó su traición para obtener las habilidades de los demás para que no tuvieran que morir luchando contra Dios. Es ciego, pero como resultado ha mejorado la audición. En el bucle 101, la interpretación de su habilidad cambió y Unfair se activa cuando reconoce la fuerza de otro.
Rip Tristan (リップ＝トリスタン Rippu Torisutan?)
Un asesino y miembro de Under.  Su habilidad Negator, "Unrepair", niega la capacidad de curar las heridas que inflige a las personas. También tiene el artefacto "Blade Runner", que crea cuchillas cuando patea y le permite volar. Aparentemente, Andy lo mata, pero resucita en un cuerpo más joven mediante el uso de un artefacto por parte de Feng, y luego Anno Un lo restaura a su verdadera edad. Anteriormente fue un cirujano cuya habilidad condujo a la muerte de su amante Leila. Él y Latla buscan el Arca para volver al pasado y salvarla, poniéndolos en desacuerdo con la Unión.
Latla Mirah (ラトラ＝ミラー Ratora Mirā?)
Amigo más cercano de Rip y adivino. Ella tiene una habilidad Negator que niega sus predicciones, lo que le permite redirigir los ataques que cree que la golpearán y hacer que ocurra lo contrario de lo que cree que sucederá.
Feng Kowloon (ファンクーロン Fan Kūron?)
Un artista marcial chino que siempre usa una capucha, más tarde se reveló como el antiguo mentor de Shen. Obsesionado con ser el "más fuerte de toda la creación", Feng tomó discípulos para criar, incluidos Shen y su hermana, pero tenía la intención de matarlos para poder volverse más fuerte. Feng es responsable de la muerte de la hermana de Shen, el catalizador de la búsqueda de fuerza de Shen. Aunque es un anciano cuando conoce a Shen, restaura su juventud con el artefacto "La vida es extraña", que también usa para resucitar a Rip. Su habilidad, "Unfade", le impide envejecer o morir de vejez.
Creed (クリード Kurīdo?)
Un Negator que se especializa en armamento. Su habilidad Negator, "Undecrease", le permite disparar armas y explosivos sin recargar, aunque tiene que gastar la munición disparada para que esto funcione. Si sus explosivos no explotan, no puede volver a usarlos hasta que lo hagan.
Backs (バックス Bakkusu?)
Un miembro infantil que viste un disfraz de conejo, de ahí su apodo "Bunny". Su habilidad Negator, "Unback", le permite atrapar objetos en huevos.
Tella (ﾃﾗー Terā?)
Un miembro de Under y el operador de radio de Billy durante sus días de mercenarios. Su habilidad Negator, "Untell", lo hace incapaz de comunicarse de ninguna manera que utilice su cuerpo. Lucha con parlantes levitantes que también le permiten crear paredes invisibles.
Yusai (友才 Yūsai?)
Un miembro de Under. Anteriormente fue maestra de Andy y se enamoró de él, aunque él rechazó sus avances. Su habilidad Negator "Undraw" evita que sus enemigos saquen sus armas, evitando que ataquen. Sin embargo, esto también la afecta a ella misma.
Sadako Kurusu (来栖貞子 Kurusu Sadako?)
También conocido como "Kururu". Un miembro de Under y una ex estrella del pop cuya habilidad Negator "Unchaste" hizo que las personas que sentían amor se convirtieran en su cautivo si adoptaba una pose, lo que hacía que corrieran hacia ella.
Enjin (円陣 Enjin?)
Un miembro de Under. Su habilidad Negator, "Unburn", le permite evitar que objetos y personas se quemen o entren en combustión. Su ubicación fue el premio por capturar UMA Eat.
Sean Datz (ショーン・ダッツ Shōn Dattsu?)
Un aspirante a actor se convirtió en un matón de pandillas cuando desarrolló su habilidad "Unseen", que lo vuelve invisible cuando cierra los ojos, lo que hace que la vida como actor sea imposible. Rip lo reclutó a la fuerza, pero cuando trató de matar a Fuuko, Andy lo cortó por la mitad con su nuevo movimiento Deadline. Fuuko lo reclutó en el nuevo ciclo.
Burn
Una UMA alineada con Under. Fue capturado por la Unión, pero luego fue liberado por Billy para robar la Mesa Redonda, y luego mató a UMA Winter por orden de Billy. Como sugiere su nombre, es un gran UMA monstruoso cuyo cuerpo está constantemente en llamas.

### God and Regulators
God
El principal antagonista de la serie. Son responsables de todas las reglas del mundo, creando UMA e imponiendo habilidades Negator a la humanidad. Matarlos es el objetivo principal de La Unión. Su verdadero nombre es Sun (サン, San). Creen que las reglas son creaciones superiores y se oponen a Luna.
Luna (ルナ Runa?)
El segundo Dios responsable de la creación del mundo. A diferencia de Sun, Luna cree que las personas son creaciones superiores a las reglas que Sun impone y creó artefactos para ayudar en su lucha. También son personalmente responsables de monitorear Ark, controlando los puntos que permiten que alguien haga un bucle.
Ruin (ルイン Ruin?)
Un Negator al que se le otorgó el título de Regulador que adora a Dios, aspira a ser el "Rey de los Negadores" y planea acabar con la Unión para asegurar la destrucción de la Tierra a manos de Dios. Su habilidad Negator, "Unruin", de la que deriva su nombre, evita que su cuerpo se arruine, dándole la inmortalidad como Andy. Además, ha domesticado a los UMA Blood y Shadow. La sangre le permite manipular su sangre e hipnotizar a las personas perforando sus cerebros;  Shadow le otorga la capacidad de moverse y teletransportarse a través de las sombras y crear clones de sombra de sí mismo.
Seal
Una UMA otorgada con el título de Regulador, enviada a cumplir el mandato de Dios y que aspira a ser el "Rey de las UMA". Tiene la capacidad de sellar cualquier cosa envuelta en los pergaminos que cubren su cuerpo y utilizar sus poderes, ya sea un Negator o un UMA. Esto en algún momento fracasa cuando sella el "Insalubre" de Lucy dentro de sí mismo.

### Otros
Akira Kuno (久能 明 Kunō Akira?)
 Seiyū: Yumi Uchiyama
Un artista de manga que escribió Para ti, de mí (una parodia basada en el manga Kimi ni Todoke), la serie de manga favorita de Fuuko. Akira es un Negador con la habilidad "Unknown", lo que provocó que toda su existencia pasara desapercibida. Tiene un artefacto G-Pen que le permitió dar vida a sus dibujos. Usó el artefacto para crear una persona alternativa, conocida como "Anno Un", para evitar los efectos de su habilidad. El artefacto también le otorgó conocimiento del futuro, lo que le permitió ver los eventos que ocurrirían en torno a Union and Under y permitirle dejar pistas en su serie de manga. Durante la batalla con UMA Autumn, el G-Pen fue destruido, lo que hizo que Akira fuera imperceptible una vez más, aunque está satisfecho de haber salvado la vida de Fuuko y de que sus nuevos amigos nunca lo olvidarán. Fuuko evita que tome el G-Pen en el ciclo final, lo que le permite vivir una vida normal.
Clothes (クローゼス Kurōzesu?)
El UMA domesticado de Andy. Toma la forma de ropa que se regenera en el cuerpo de Andy.
Lucy (ルーシー Rūshī?)
Un joven que Andy rescata y se hace amigo durante su búsqueda de Ruin. Su habilidad Negator, "Insalubre", niega todas y cada una de las formas de salud en el cuerpo de Lucy, dejándola eternamente frágil y enfermiza. Al pasar la mayor parte de su vida en interiores, desarrolló una imaginación muy activa. Con la adición de UMA Ghost, usa esto para lograr la proyección astral al separar su alma de su cuerpo, lo que le enseña a Andy.
Victhor (ヴィクトル Vikutōru?)
También conocido como Victor, la segunda personalidad dentro de Andy y cofundador de Union junto con Juiz.  A diferencia de Andy, es despiadado y mata sin una pizca de piedad. Tiene un mejor dominio de "Undead". Conserva todos los recuerdos de todos los bucles anteriores, ya que solo él es capaz de sobrevivir a Ragnarok y, por lo tanto, ha vivido durante miles de millones de años. Víctor está enamorado de Juiz y busca matarla para finalmente terminar con su sufrimiento. Inicialmente antagónico hacia Fuuko y Andy, hace las paces con ellos dentro de la psique de Andy, y decide creer en la confianza de Juiz en ellos y ver a dónde los lleva su determinación.
Apocalypse (黙示録 Apokaripusu?)
 Seiyū: Tomokazu Sugita
Un artefacto inteligente obtenido por la Unión. Es un libro viviente situado en el centro de la Mesa Redonda, que permite a la Unión completar misiones bajo la amenaza de penalizaciones que hagan avanzar el Ragnarok. Tiene la capacidad de generar UMA como recompensa o castigo.
Narrador
 Seiyū: Yumi Uchiyama

## Contenido de la obra

### Manga
Undead Unluck está escrito e ilustrado por Yoshifumi Tozuka. Comenzó su serialización del 20 de enero de 2020 al 27 de enero de 2025 en la revista semanal Shōnen Jump de la editorial Shūeisha. Siendo compilado en veintisiete volúmenes tankōbon hasta abril de 2025.
Shueisha publica simultáneamente los capítulos a través de la app y página web de Manga Plus. El manga está siendo publicado en España por Panini Manga.

#### Lista de Volúmenes
| Volumen 01 "Undead Unluck" "Andeddo Anrakku"(アンデッドアンラック) | ISBN                   | Publicado          |
| Volumen 01 "Undead Unluck" "Andeddo Anrakku"(アンデッドアンラック) | ISBN 978-4-08-882310-2 | 3 de abril de 2020 |
| |                        |                    |
| Contiene los capítulos: - No.001 "Undead Unluck" (不死と不運 Andeddo Anrakku?) - No.002 "UNION" (Yunion?) - No.003 "¿Que niegas tu?" (お前は何を否定する Omae wa Nani o Hitei Suru?) - No.004 "Como Utilizar Mi Mala Suerte" (私の不運の使い方 Watashi no Fuun o Tsukai Kata?) - No.005 "¿Que Prefieres?" (アナタはどっち? Anata wa Dotchi??) - No.006 "Después de tanto, No Has Cambiado Nada" (やっぱりアナタは変わらない Yappari Anata wa Kawaranai?) - No.007 "Cambiemos" (変わろうぜ Kawarō ze?) |                        |                    |

| Volumen 02 "Juntos Negamos" "Wareware wa Hitei Suru"(我々は否定する) | ISBN                   | Publicado          |
| Volumen 02 "Juntos Negamos" "Wareware wa Hitei Suru"(我々は否定する) | ISBN 978-4-08-882330-0 | 4 de junio de 2020 |
| |                        |                    |
| Contiene los capítulos: - No.008 "¿Te Gusta Mi Cambio?" (変わる私は好きですか? Kawaru Watashi wa Suki desu ka?) - No.009 "Juntos Negamos" (我々は否定する Wareware wa Hitei Suru?) - No.010 "Esta Es La Ropa Que Quiero Usar" (これが私の着たい服 Kore ga Watashi no Kosuchūmu?) - No.011 "Longing" - No.012 "Spoil" - No.013 "Revenge" - No.014 "Dream" - No.015 "Truth" - No.016 "Victhor" |                        |                    |

| Volumen 03 "No se Reparara Hasta Que Me Muera" "Ore ga Shinu Made Naoranai"(俺が死ぬまで治らない) | ISBN                   | Publicado               |
| Volumen 03 "No se Reparara Hasta Que Me Muera" "Ore ga Shinu Made Naoranai"(俺が死ぬまで治らない) | ISBN 978-4-08-882404-8 | 4 de septiembre de 2020 |
| |                        |                         |
| Contiene los capítulos: - No.017 "Exam" - No.018 "Return" - No.019 "Result" - No.020 "Aleja Tus Manos de Nuestro Planeta Tierra" (この地球に手を出すな Kono Hoshi ni Te o Dasu na?) - No.021 "Mientras Estes Ahi, Te Salvare Las Veces Que Haga Falta" (そこにいるなら何度だって Soko ni Irunara Nando Datte?) - No.022 "¿Cual es Mejor?" (どっちがいいのかな Dotchi ga Ii no Kana?) - No.023 "No Se Reparara Hasta Que Me Muera" (俺が死ぬまで治らない Ore ga Shinu Made Naoranai?) - No.024 "SAlguien Irremplazable" (かけがえのない人 Kakegae no Nai Hito?) - No.025 "Si Pudiearamos Tener Cuerpos Normales" (普通の身体に戻れたら Futsū no Karada ni Modoretara?) |                        |                         |

| Volumen 04 "Revolution" | ISBN                   | Publicado              |
| Volumen 04 "Revolution" | ISBN 978-4-08-882472-7 | 4 de diciembre de 2020 |
| |                        |                        |
| Contiene los capítulos: - No.026 "Ni Un Dedo" (指一本だって Yubi Ippon Datte?) - No.027"El Único Que Morirá Serás Tu" (死ぬのはお前だ Shinu no wa Omaeda?) - No.028 "Bala Escarlata" (紅蓮弾 Kurimuzon Baretto?) - No.029 "Under" - No.030 "Por Eso, Estoy Aqui" (だからボクを Dakara Boku o?) - No.031 "Revolution" - No.031 "Unbelievable" - No.033 "La Mala Suerte Esta de Nuestra Parte" (不運がついてる Fuun ga Tsuiteru?) - No.034 "Siempre en Este Mundo" (この世はいつだって Kono Yo wa Itsu Datte?) |                        |                        |

| Volumen 05 "Mientras No Olviden" "Wasurenakereba"(忘れなければ) | ISBN                   | Publicado          |
| Volumen 05 "Mientras No Olviden" "Wasurenakereba"(忘れなければ) | ISBN 978-4-08-882549-6 | 4 de marzo de 2021 |
| |                        |                    |
| Contiene los capítulos: - No.035 "Este Mundo Es" (この世界は Kono Sekai wa?) - No.036 "No Estas Sola" (一人じゃない Hitori Janai?) - No.037 "Undead + Unluck" (アンデッド+アンラック Andeddo + Anrakku?) - No.038 "Anno Un" (安野雲 Anno Un?) - No.039 "No Necesito Mi Mano Izquierda Para Dibujar Manga" (左手なくても漫画は描ける Hidarite Nakute mo Manga wa Kakeru?) - No.040 "Andy?" (アンディ? Andi??) - No.041 "No Me Podria Importar Menos El Dolar" (痛みなんざどうでもいい Itami Nanza Dōdemo Ii?) - No.042 "Mientras No Olviden" (忘れなければ Wasurenakereba?) - No.043 "Deadline" |                        |                    |

| Volumen 06 "Mi Mensaje Para Ti" "Kimi ni Tsutaware"(君に伝われ) | ISBN                   | Publicado           |
| Volumen 06 "Mi Mensaje Para Ti" "Kimi ni Tsutaware"(君に伝われ) | ISBN 978-4-08-882596-0 | 30 de abril de 2021 |
| |                        |                     |
| Contiene los capítulos: - No.044 "Undead vs. Undead" (不死VS不死 Andeddo Andeddo?) - No.045 "Proyectil Infortuito" (不運弾 Anrakku Baretto?) - No.046 "Nos Vemos En El Presente" (現在で会おう Ima de Aō?) - No.047 "Akira Kuno" (九能明 Kunō Akira?) - No.048 "Una Historia Que No Conozco" (ボクの知らない物語 Boku no Shiranai Monogatari?) - No.049 "Es Nuestra" (こっちのもんだ Kotchi no Monda?) - No.050 "Ahora, Esta Todo En Tus Manos" (任せたよ Makaseta yo?) - No.051 "Heroe" (ヒーロー Hīrō?) - No.052 "Mi Mensaje Para Ti" (君に伝われ Kimi ni Tsutaware?) |                        |                     |

| Volumen 07 "Tetsuzanko" "Tetsuzankō"(鉄山靠) | ISBN                   | Publicado          |
| Volumen 07 "Tetsuzanko" "Tetsuzankō"(鉄山靠) | ISBN 978-4-08-882713-1 | 2 de julio de 2024 |
| |                        |                    |
| Contiene los capítulos: - No.053 "¿Tienes Té?" (紅茶はあるかい? Kōcha wa Aru kai??) - No.054 "Esperanza" (希望 Kibō?) - No.055 "Usa Tus Reglas" (己が理で Ono ga Rūru de?) - No.056 "Porque Tu Confias" (信じているから Shinjiteiru kara?) - No.057 "Jìngcái" (精彩 Chintsai?) - No.058 "Ojos De Dragon" (龍の目 Ryū no Me?) - No.059 "Tetsuzanko" (鉄山靠 Tetsuzankō?) - No.060 "Verdad" (真実 Shinjitsu?) - No.061 "Interes" (興味 Kyōmi?) |                        |                    |

| Volumen 08 "Regresare Pronto" "Itte Kuru"(行ってくる) | ISBN                   | Publicado            |
| Volumen 08 "Regresare Pronto" "Itte Kuru"(行ってくる) | ISBN 978-4-08-882796-4 | 4 de octubre de 2021 |
| |                        |                      |
| Contiene los capítulos: - No.062 "Undead y Untruth" (不死と不真実 Andeddo Anturūsu?) - No.063 "Aquel a Quien Mas Quiero" (私の大好きな Watashi no Daisuki na?) - No.064 "Ahora Mismo, Soy Yo" (今の僕が Ima no Boku ga?) - No.065 "Tienes Mi Gratitud" (感謝します Kanshashimasu?) - No.066 "Esa Es La Verdad" (それが真実 Sore ga Shinjitsu?) - No.067 "Fuegos Artificiales" (花火 Hanabi?) - No.068 "Regresare Pronto" (行ってくる Itte Kuru?) - No.069 "Lo Voy a Descubrir" (確かめるんだ Tashikamerunda?) - No.070 "Spring" (春 Supuringu?) |                        |                      |

| Volumen 09 "Amar" "Suki tte"(好きって) | ISBN                   | Publicado              |
| Volumen 09 "Amar" "Suki tte"(好きって) | ISBN 978-4-08-882874-9 | 3 de diciembre de 2021 |
| |                        |                        |
| Contiene los capítulos: - No.071 "Amar" (好きって Suki tte?) - No.072 "Sinceridad" (真心 Magokoro?) - No.073 "Me Parece Bien" (上等だ Jōtō da?) - No.074 "Empezemos con el Plan" (作戦開始 Sakusen Kaishi?) - No.075 "Confió en Vosotros" (任せたぜ Makaseta ze?) - No.076 "Alcanzando La Velocidad de La Luz" (光の速さに Hikari no Hayasa ni?) - No.077 "On Your Mark" - No.078 "Get Set, Go!!" - No.079 "Y Sin Embargo, Yo" (なのに俺は Nanoni Ore wa?) |                        |                        |

| Volumen 10 "Con Todo Mi Corazon" "Kokoro ni Kakete"(心にかけて) | ISBN                   | Publicado          |
| Volumen 10 "Con Todo Mi Corazon" "Kokoro ni Kakete"(心にかけて) | ISBN 978-4-08-883035-3 | 4 de marzo de 2022 |
| |                        |                    |
| Contiene los capítulos: - No.080 "Es Duro Dejar Ir" (寂しいな Sabishii na?) - No.081 "Uno Contra Uno" (一対一 Taiman?) - No.082 "Hecha un Vistazo" (視てくれよ Mite Kure yo?) - No.083 "Las Vidas que Apostamos" (賭ける命は Kakeru Inochi wa?) - No.084 "A Jugar" (遊ぼうよ Asobō yo?) - No.085 "Primera Ronda" (一本目 Ippon-me?) - No.086 "Mi Amrmadura" (私の鎧は Watashi no Yoroi wa?) - No.087 "Segunda Ronda" (二本目 Nihon-me?) - No.088 "Con Todo Mi Corazon" (心にかけて Kokoro ni Kakete?) |                        |                    |

| Volumen 11 "La Muerte de las Cuatro Estaciones" "Shiki"(好きって) | ISBN                   | Publicado         |
| Volumen 11 "La Muerte de las Cuatro Estaciones" "Shiki"(好きって) | ISBN 978-4-08-883096-4 | 2 de mayo de 2022 |
| |                        |                   |
| Contiene los capítulos: - No.089 "Tercera Ronda" (三本目 Sanbon-me?) - No.090 "Malditos Negadores" (否定者諸君 Yarō-domo?) - No.091 "Ve y Juega" (遊んで来い Asonde Koi?) - No.092 "Chic" (粋 Iki?) - No.093 "La Cancion de la Primavera" (春ノ歌 Haru no Uta?) - No.094 "La Muerte de las Cuatro Estaciones" (死季 Shiki?) - No.095 "Mas Alla" (越えろ Koero?) - No.096 "Alma Fantasmal" (靈魂 Reikon?) - No.097 "Bastardo Podrido" (クソヤロー Kusoyarō?) |                        |                   |

| Volumen 12 "Restart" "Risutāto"(リスタート) | ISBN                   | Publicado          |
| Volumen 12 "Restart" "Risutāto"(リスタート) | ISBN 978-4-08-883162-6 | 4 de julio de 2022 |
| |                        |                    |
| Contiene los capítulos: - No.098 "Restart" (リスタート Risutāto?) - No.099 "Ayudame, God" (助けて神様 Tasukete Kamisama?) - No.100 "Hard Mode" (ハードモード Hādo Mōdo?) - No.101 "Regulation" - No.102 "Regulador" (調整者 Regyurētā?) - No.103 "Negador vs. Regulador" (否定者対調整者 Hiteisha tai Regyurētā?) - No.104 "Tu Habilidad Es.." (お前の能力は Omae no Chikara wa?) - No.105 "Yo-Xiao" (ヨーソロー Yōsorō?) - No.106 "Las Reglas Humanas Siempre" (人の理はいつだって Hito no Rūru wa Itsu Datte?) |                        |                    |

| Volumen 13 "R.I.P" "Risutāto"(リスタート) | ISBN                   | Publicado               |
| Volumen 13 "R.I.P" "Risutāto"(リスタート) | ISBN 978-4-08-883228-9 | 2 de septiembre de 2022 |
| |                        |                         |
| Contiene los capítulos: - No.107 "Confuse" - No.108 "Reason" - No.109 "R.I.P." - No.110 "Dios de la Muerte" (死神 Shinigami?) - No.111 "Entrust" - No.112 "Room 25" - No.113 "Forget" - No.114 "Ichico Nemuri" (イチコ＝ネムリ Ichiko Nemuri?) - No.115 "Don't Leave Me" |                        |                         |

| Volumen 14 "Andy" "Andi"(アンディ) | ISBN                   | Publicado              |
| Volumen 14 "Andy" "Andi"(アンディ) | ISBN 978-4-08-883386-6 | 2 de diciembre de 2022 |
| |                        |                        |
| Contiene los capítulos: - No.116 "Pon Toda tu Fuerza y Alma en la Espada" (劍魂一擲 Kenkon Itteki?) - No.117 "Forgive" - No.118 "Acuerdo" (定め Sadame?) - No.119 "Si no Puedo Vencerle" (超えられなければ Koerarenakereba?) - No.120 "Bastante Facil" (楽でいいな Rakude Ii na?) - No.121 "Unfair" (不公平 Fukōhei?) - No.122 "Eso es lo que Eres" (そんなキミだから Sonna Kimi Dakara?) - No.123 "Reset" - No.124 "Andy" (アンディ Andi?) |                        |                        |

| Volumen 15 "Loop ~Time to Go~" | ISBN                   | Publicado            |
| Volumen 15 "Loop ~Time to Go~" | ISBN 978-4-08-883425-2 | 3 de febrero de 2023 |
| |                        |                      |
| Contiene los capítulos: - No.125 "11 Minutos" (11分 Jūichi-bun?) - No.126 "Advent" - No.127 "Luna y Sol" (月と太陽 Runa to San?) - No.128 "Strict Defense" - No.129 "Xīn Jī" (心器 Jingi?) - No.130 "Es Por Tu Propio Bien" (お前の為なんだ Omae no Tamenanda?) - No.131 "Gracias" (ありがとう Arigatō?) - No.132 "Loop ~Time to Go~" - No.133 "Roadmap" |                        |                      |

| Volumen 16 "Si Eres el Tu que Yo Conoci" "Watashi ga Shitteru Anata nara"(私が知ってるあなたなら) | ISBN                   | Publicado         |
| Volumen 16 "Si Eres el Tu que Yo Conoci" "Watashi ga Shitteru Anata nara"(私が知ってるあなたなら) | ISBN 978-4-08-883491-7 | 2 de mayo de 2023 |
| |                        |                   |
| Contiene los capítulos: - No.134 "Si Eres el Tu que Yo Conoci" (私が知ってるあなたなら Watashi ga Shitteru Anata nara?) - No.135 "Psycho Pod" - No.136 "Nunca Cambies" (変わらない Kawaranai?) - No.137 "Siempre y Cuando No Cambies" (変わらなければ Kawaranakereba?) - No.138 "Incentive" - No.139 "Meeting" - No.140 "Metamorfall" (変化の秋 Metamorufōru?) - No.141 "Face to Face" - No.142 "Face-Off" |                        |                   |

| Volumen 17 "Horizon" | ISBN                   | Publicado          |
| Volumen 17 "Horizon" | ISBN 978-4-08-883565-5 | 4 de julio de 2023 |
| |                        |                    |
| Contiene los capítulos: - No.143 "You Can't Avoid This!" - No.144 "Next Ring" - No.145 "In the War" - No.146 "Sasanqua" (三參花 Sazanka?) - No.147 "Run-In" - No.148 "Tercer Perro" (三番目の犬 Sādo Doggu?) - No.149 "You See Me Now?" - No.150 "No More War!" - No.151 "Horizon" |                        |                    |

| Volumen 18 "Welcome to Earth" | ISBN                   | Publicado            |
| Volumen 18 "Welcome to Earth" | ISBN 978-4-08-883664-5 | 4 de octubre de 2023 |
| |                        |                      |
| Contiene los capítulos: - No.152 "Gun Fight" - No.153 "Fair Play" - No.154 "Select" - No.155 "Parece que Estas en Problemas" (お困りのようだな Okomari no Yōda na??) - No.156 "Right Stuff" - No.157 "Save You" - No.158 "Don't Think, Feel" - No.159 "Entruster" - No.160 "Welcome to Earth" |                        |                      |

| Volumen 19 "Hijo Idiota" "Baka Musuko"(馬鹿息子) | ISBN                   | Publicado              |
| Volumen 19 "Hijo Idiota" "Baka Musuko"(馬鹿息子) | ISBN 978-4-08-883786-4 | 4 de diciembre de 2023 |
| |                        |                        |
| Contiene los capítulos: - No.161 "Tenraisai" (天擂祭?) - No.162 "Enseñame, Respetame" (師々尊々 Shishi Sonson?) - No.163 "Mal Camino" (凶運ノ道 Baddo Rōdo?) - No.164 "La Ultima Prueba Es" (最後の試練は Saigo no Shiren wa?) - No.165 "Ahora Mismo, Eres Tu" (今のあなたは Ima no Anata wa?) - No.166 "Untruth" (不真実 Anturūsu?) - No.167 "Hijo Idiota" (馬鹿息子 Baka Musuko?) - No.168 "Aquello por lo que Siempre Soñe" (憧れの Akogareno?) - No.169 "Escuela" (学校って Gakkō tte?) |                        |                        |

| Volumen 20 "Logre Moverme" "Ugoketanda"(動けたんだ) | ISBN                   | Publicado            |
| Volumen 20 "Logre Moverme" "Ugoketanda"(動けたんだ) | ISBN 978-4-08-883816-8 | 2 de febrero de 2024 |
| |                        |                      |
| Contiene los capítulos: - No.170 "Quiero Moverme" (動きたいんだ Ugokitainda?) - No.171 "Asi que lo Hare" (だからボクは Dakara Boku wa?) - No.172 "Logre Moverme" (動けたんだ Ugoketanda?) - No.173 "Ese si que es un Tonto" (今のアイツは Ima no Aitsu wa?) - No.174 "Un Principe arriba de un Caballo Blanco" (白馬の王子様 Hakuba no Ōji-sama?) - No.175 "RIP" - No.176 "Eso es todo" (その為にオレは Sono Tame ni Ore wa?) - No.177 "Empecemos" (始めよう Hajimeyō?) - No.178 "Aquella Herida" (その傷は Sono Kizu wa?) |                        |                      |

| Volumen 21 "Un Minuto" "Ugoketanda"(動けたんだ) | ISBN                   | Publicado         |
| Volumen 21 "Un Minuto" "Ugoketanda"(動けたんだ) | ISBN 978-4-08-884020-8 | 2 de mayo de 2024 |
| |                        |                   |
| Contiene los capítulos: - No.179 "Trust" - No.180 "Perdon por Esto" (悪ぃな Warii na?) - No.181 "Un Minuto" (一分 Ichibu?) - No.182 "Sunspot" (黒点 Kokuten?) - No.183 "Nosotros Tres" (三人で Sannin de?) - No.184 "Bankara" (バンカラ?) - No.185"Aqui Esta" (おあがりよ O Agari yo?) - No.186 "Senpen Banka" (千変番華?) - No.187 "Botas de Alma" (魂再生 Souru Būsuto?) |                        |                   |

| Volumen 22 "Beast" | ISBN                   | Publicado           |
| Volumen 22 "Beast" | ISBN 978-4-08-884130-4 | 2 de agosto de 2024 |
| |                        |                     |
| Contiene los capítulos: - No.188 "El Mismo No Muero" (同じ不死 Onaji Hito?) - No.189 "Julia" (ジュリア Juria?) - No.190 "La Persona que Admiro" (憧れの人 Akogareno Hito?) - No.191 "Top Bull Sparx" (トップ=ブル=スパークス Toppu Buru Supākusu?) - No.192 "Survival of the Fittest" - No.193"Unstoppable vs. Unluck" (不停止vs不運 Ansutoppaburu Anrakku?) - No.194 "Beast" - No.195 "On Your Mark!!" - No.196 "Set!!!" |                        |                     |

| Volumen 23 "Language" | ISBN                   | Publicado            |
| Volumen 23 "Language" | ISBN 978-4-08-884208-0 | 4 de octubre de 2024 |
| |                        |                      |
| Contiene los capítulos: - No.197 "Ready!!!" - No.198 "Go!!!!" - No.199 "Language" - No.200 "Reecuperando Terreno Perdido" (捲土重来 Kendo Jūrai?) - No.201 "Shiritori" (死理取り Shiritori?) - No.202 "El Despertar del Dragon" (雲蒸竜変 Unjō Ryū-hen?) - No.203 "Mente Sana, Cuerpo Fuerte" (文武両道 Bunburyōdō?) - No.204 "Sientete Orgulloso, Palabras Inolvidables" (得意不忘言 Tokui Fubō Gen?) - No.205 "Viejos Planes, Nuevas Ideas" (覧古考新 Ran ko Kōshin?) |                        |                      |

| Volumen 24 "Promesa" "Yakusoku"(約束) | ISBN                   | Publicado          |
| Volumen 24 "Promesa" "Yakusoku"(約束) | ISBN 978-4-08-884208-0 | 4 de enero de 2025 |
| |                        |                    |
| Contiene los capítulos: - No.206 "Engage" - No.207 "Una Vez Mas" (もう一度 Mōichido?) - No.208 "Podria Ser" (もしかして Moshikashite?) - No.209 "Venga Vamos" (クソ喰らえ Kuso Kurae?) - No.210 "Unison" - No.211 "Unchaste" - No.212 "Live @ Live" - No.213 "Recollection" - No.214 "Promesa" (約束 Yakusoku?) |                        |                    |

| Volumen 25 "Ragnar0k" | ISBN                   | Publicado            |
| Volumen 25 "Ragnar0k" | ISBN 978-4-08-884393-3 | 4 de febrero de 2025 |
| |                        |                      |
| Contiene los capítulos: - No.215 "Rehearsal" - No.216 "Expression" (発言-expression- Hatsugen -expression-?) - No.217 "Touch On Now" - No.218 "Hacia la Muerte" (死動 Shi dō?) - No.219 "Bienvenido de Nuevo " (おかえり Okaeri?) - No.220 "Now, C'mon" (さぁ Sa?) - No.221 "Mal Loop" (凶界輪廻 Baddo Rūpu?) - No.222 "Speedrun" (RTA Riaru Taimu Attakku?) - No.223 "Ragnar0k" |                        |                      |

| Volumen 26 "Re member" | ISBN                   | Publicado          |
| Volumen 26 "Re member" | ISBN 978-4-08-884411-4 | 4 de abril de 2025 |
| |                        |                    |
| Contiene los capítulos: - No.224 "Bonne chance" (ご武運を Guddo Rakku?) - No.225 "Quiero conocer" (知りたい Shiritai?) - No.226 "Apocalipsis" (黙示録 Apokaripusu?) - No.227 "¡Estoy a favor de lo uno o lo otro!" (アタシはどっちも! Atashi wa Dotchi mo!?) - No.228 "El significado de fuerza" (武とは Tsuyosa to Wa?) - No.229. "Re-Return" - No.230 "Undead Unjustice" (不死不正義 Andeddo Anjasutisu?) - No.231. "Re member" - No.232. "Ataque" (Assault?) |                        |                    |

| Volumen 27 "Muerte y suerte" "Deddorakku"(死と運) | ISBN                   | Publicado          |
| Volumen 27 "Muerte y suerte" "Deddorakku"(死と運) | ISBN 978-4-08-884412-1 | 4 de abril de 2025 |
| |                        |                    |
| Contiene los capítulos: - No.233. "Easter egg" (Easter Egg?) - No.234. "Know all along" - No.235. "Las reglas de los humanos" (人の理 Hito no Rūru?) - No.236. "Corazón" (心 Kokoro?) - No.237. "Game Cleared" - No.238. "01" - No.239. "Muerte y suerte" (死と運 Deddorakku?) |                        |                    |

### Anime
En agosto de 2022, se anunció que la serie recibiría una adaptación al anime producida y planificada por TMS Entertainment y animada por David Production. La serie está dirigida por Yūki Yase, con diseños de personajes a cargo de Hideyuki Morioka y música compuesta por Kenichirō Suehiro. Se estrenó el 7 de octubre de 2023 en el bloque de programación Super Animeism en MBS y TBS. La serie tuvo una duración de dos cursos consecutivos. El primer tema de apertura es «01», interpretado por Queen Bee, mientras que el primer tema de cierre es «Know Me...», interpretado por Kairi Yagi. El segundo tema de apertura es «Love Call» (ラブコール Rabu Kōru?), interpretado por Shiyui, mientras que el segundo tema de cierre es «Kono Ai ni Kanau Mon wa Nai» (この愛に敵うもんはない?), interpretado por Okamoto's. La serie se transmite en Hulu en los Estados Unidos, y en todo el mundo en Disney+ (América Latina en Star+, India y territorios del sudeste asiático en Disney+ Hotstar).
En julio de 2024, se anunció una secuela en forma de especial de una hora. Está producida por E&H Production, con Park Sung-hoo dirigiendo y manejando los guiones gráficos mientras que el personal de la primera temporada regresa para repetir sus roles. Se estrenará en 2025.

## Recepción
En el 2020, Undead Unluck ganó la sexta edición del premio Next Manga Award, posicionándose número 1 de un total de 50 nominados, con 31,685 votos. El manga se ocupó el puesto número #14 en lista de los mejores manga de 2021 para lectores masculinos de Kono Manga ga Sugoi! de  Takarajimasha. La serie también se posicionó en el lugar número 6 del «Nationwide Bookstore Employees' Recommended Comics of 2021» del sitio web Honya Club.
En septiembre de 2022, el manga tenía más de 1,8 millones de copias en circulación.